# The Monthly
The Monthly är en australisk landstäckande tidskrift om politik, samhälle och konst. Den utkommer elva gånger om året på en månadsbasis, förutom en kombinerad utgåva i december och januari. Tidningen grundades 2005 av fastighetsutvecklaren Morry Schwartz.